# Haemulopsis elongatus
Haemulopsis elongatus är en fiskart som först beskrevs av Steindachner, 1879.  Haemulopsis elongatus ingår i släktet Haemulopsis och familjen Haemulidae. IUCN kategoriserar arten globalt som livskraftig. Inga underarter finns listade i Catalogue of Life.